# 16-факторный личностный опросник
16-факторный личностный опросник — психодиагностическая методика, разработанная институтом под руководством Рэймонда Кеттелла.

## История
В 1936 году Гордон Олпорт и Х. С. Одберт выдвинули следующую гипотезу: Наиболее выдающиеся и социально значимые индивидуальные различия для жизни людей в данном обществе рано или поздно становятся закодированными в языке данного народа; чем более важным является такое различие, тем больше вероятность, что оно будет выражено отдельным словом. Это утверждение получило известность как Лексическая Гипотеза и является зеркальной по отношению к известной гипотезе Сепира—Уорфа.
Олпорт и Одберт проработали два наиболее всеобъемлющих словаря английского языка, доступных в то время, и выбрали оттуда 18000 слов, описывающих личность. Из этого гигантского списка они выделили 4500 прилагательных, описывающих личность, которые рассматривали как наблюдаемые и относительно постоянные личностные черты.
В 1946 году Рэймонд Кеттелл использовал возникшую компьютерную технологию для анализа списка Олпорта-Одберта. Он упорядочил этот список в 171 группу слов и просил испытуемых оценить людей, которых они знали, прилагательными из этого списка. Используя кластерный анализ, Кеттелл выделил 12, а затем включил ещё 4 фактора, которые, как он предполагал, должны были выделиться. Результатом этого была гипотеза о том, что люди описывают самих себя и других с помощью 16 различных независимых друг от друга факторов.
Используя эти 16 факторов как основу, Кеттелл продолжил работу в этой области, создав 16-факторный личностный опросник, который и по сей день используют университеты, предприятия, компании для исследований, отбора персонала и т. п. Хотя последующие исследования и не повторили его результатов, и было показано, что Кеттелл использовал слишком много факторов, распространённый сейчас 16-факторный личностный опросник принимает во внимание полученные результаты и считается очень хорошим тестом. В 1963 году В. Т. Норман повторил работу Кеттелла и предположил, что пяти факторов было бы вполне достаточно. (См. NEO PI-R). В дальнейшем Л. Голдберг в США, а также психологи, работавшие с факторным анализом больших списков личностных характеристик в разных странах (в России — А. Г. Шмелёв), показали, что так называемая «Большая пятёрка» факторов является наиболее устойчивой и универсальной для разных языковых культур, в то время как любые системы факторов, включающие более 5 факторов, в том числе 16 факторов, отражают культурную специфику определённой страны. 16-факторный тест даёт более точный прогноз, чем пятифакторный, в том случае если он базируется на результатах факторного анализа, выполненного именно в той стране, в которой предусматривается проведение этого теста.

## Факторы
Диапазоны: «-» от 1 до 3; «+» от 8 до 10
- Фактор А+ — Открытость

Готовый к новым знакомствам, приветливый, уживчивый, внимательный к людям, естественный в обращении, легко сокращающий дистанцию.
- Фактор А- — Замкнутость

Замкнутый, скептичный, негибкий в отношениях с людьми, склонный к уединению, сконцентрированный на собственных мыслях и чувствах, дистантный (официальный).
- Фактор B+ — Развитое мышление

Сообразительный, умеет анализировать ситуации, способен к осмысленным заключениям, интеллектуальный, культурный
- Фактор B- — Ограниченное мышление

Трудности в обучении, в умении анализировать и обобщать материалы, легко сдаётся, столкнувшись с трудностями, «мужлан»
- Фактор C+ — Эмоциональная стабильность

Спокойный, зрелый, уверенный, чувственно постоянный, не боится сложных ситуаций, эмоционально устойчив
- Фактор C- — Эмоциональная неустойчивость

Неуверенный, нетерпеливый, раздражительный, склонный к озабоченности и огорчениям, откладывает решение сложных вопросов, тревожится.
- Фактор E+ — Независимость

Пробивной, самоуверенный, твёрдый, неуступчивый, неподатливый, берётся лидировать, руководить, сам для себя является «законом»
- Фактор E- — Податливость

Мягкий, уступчивый, зависимый, ласковый, легко попадает в зависимость, избегает роли лидера, подчиняется, ведомый
- Фактор F+ — Беспечность

Беззаботный, импульсивный, разговорчивый, весёлый, радостный, живой, готовый реагировать, проявлять чувства
- Фактор F- — Озабоченность

Серьёзный, углублённый в себя, озабоченно-задумчивый, пессимист, сдержанный, рассудительный, под самоконтролем
- Фактор G+ — Сознательность

Выдержанный, решительный, обязательный, ответственный, всегда готовый к действию, основательный, упорный в достижении цели, социально-нормированный, выраженная сила «супер-ЭГО»
- Фактор G- — Беспринципность

Небрежный, легкомысленный, ненадёжный, непостоянный, легко сдаётся, столкнувшись с трудностями создаёт помехи и трудности, с претензиями, не связывает себя правилами
- Фактор H+ — Смелость

Авантюрный, легко знакомится с людьми, реактивный, бодрый, предприимчивый, рискующий
- Фактор H- — Застенчивость

Нерешительный, избегает ответственности и риска
- Фактор I+ — Чувственность

Сентиментальный, с развитыми эстетическими потребностями, сочувствующий и ищущий сочувствия у других, приветливый, требующий внимания других, ипохондрик, боязливый
- Фактор I- — Твёрдость

Реалист, надеется на себя, берёт на себя ответственность, суровый, жёсткий, самостоятельный, бывает циничный, нечувствительный к своему физическому состоянию, скептик
- Фактор L+ — Подозрительность

Ревнивый, замкнутый, задумчивый, твёрдый, раздражитель, излишнее самомнение, направленный на «себя», независимый
- Фактор L- — Доверчивость

Дружеский, прямодушный, открытый, понимающий, снисходительный, мягкосердечный, спокойный, благодушный, не завистливый, умеет ладить с людьми
- Фактор M+ — Мечтательность

Углублённый в себя, интересующийся наукой, теорией, смыслом жизни, богатое воображение, беспомощный в практических делах, преимущественно весёлый, не исключены истерические аномалии, в коллективе конфликтный, бесхозяйственный
- Фактор M- — Практичность

Интересующийся фактами, обусловленный обстоятельствами, живая реакция на практические вопросы, интересы сужены на непосредственный успех, спонтанно ничего не делающий, реалистический, надёжный, серьёзный, хозяйственный, но очень постоянно ориентирован на внешнюю реальность, общепринятые нормы, уделяет внимание мелочам, но иногда не хватает творческого воображения
- Фактор N+ — Утончённость

Изысканно-утончённый, рафинированный, под самоконтролем, эстетически разборчивый, светский, понимает себя, понимает других, честолюбивый, несколько неуверенный, неудовлетворённый
- Фактор N- — «Простота»

Простой без «блеска», открытый, горячий, спонтанный в поведении, в обществе, простой вкус, отсутствует самоанализ, не анализирует мотивы поведения других, доволен тем что имеет
- Фактор O+ — Склонность к чувству вины

Боязливый, неуверенный, тревожный, озабоченный, депрессивный, чуткий, легко впадает в растерянность, сильное чувство долга, чересчур заботливый, полон страхов, подвержен настроению, частые плохие предчувствия
- Фактор O- — Спокойная самоуверенность

Верит в себя, спокойный, умеет «позабавиться», упрямый, видит смысл в целесообразности, неряшливый, бесстрашный, живёт простыми делами, нечувствителен к мнению о себе
- Фактор Q1+ — Радикализм

Интеллектуальные интересы и сомнения по поводу фундаментальных проблем, скептицизм, стремление пересмотреть существующие принципы, склонность к экспериментированию и нововведениям
- Фактор Q1- — Консерватизм

Стремление к поддержке установленных понятий, норм, принципов, традиций, сомнение в новых идеях, отрицание необходимости перемен
- Фактор Q2+ — Самостоятельность

Предпочитает собственное мнение, независим во взглядах, стремится к самостоятельным решениям и действиям
- Фактор Q2- — Зависимость от группы

Конформен, зависим от чужого мнения, предпочитает принятие решения вместе с другими людьми, ориентирован на социальное одобрение
- Фактор Q3+ — Самоконтроль, сильная воля

Дисциплинированность, точность в выполнении социальных требований, хороший контроль за своими эмоциями, забота о своей репутации
- Фактор Q3- — Недостаток самоконтроля, индифферентность

Внутренняя конфликтность, низкий самоконтроль, недисциплинированность, несоблюдение правил, спонтанность в поведении, подчинённость своим страстям
- Фактор Q4+ — Внутренняя напряжённость

Возбуждённый, взволнованный, напряжённый, раздражительный, нетерпеливый, избыток побуждений, не находящих разрядки
- Фактор Q4- — Внутренняя расслабленность

Флегматичность, релаксация, вялость, лень, расслабленность, недостаточная мотивация, не вполне оправданная удовлетворённость
- Фактор MD — Адекватная самооценка

Адекватная самооценки личности, её определённая зрелость
- Фактор MD+ — Неадекватно высокая самооценка

Переоценка своих возможностей, самоуверенность и довольство собой
- Фактор MD- — Неадекватно низкая самооценка

Недовольство собой, неуверенность в себе, излишняя критичность по отношению к себе